# Kanton Limoges-Vigenal
Der Kanton Limoges-Vigenal war von 1985 bis 2015 ein französischer Wahlkreis im Arrondissement Limoges, im Département Haute-Vienne und in der Region Limousin.
Der Kanton bestand aus einem Teil der Stadt Limoges. Die Bevölkerungszahl betrug am 1. Januar 2012 insgesamt 10.962 Einwohner. 